# Alois Hudal
Alois Hudal, znany też jako Luigi Hudal (ur. 31 maja 1885 w Grazu, zm. 13 maja 1963 w Rzymie) – biskup katolicki pochodzenia austriackiego. Popierał nazistów, był również agentem wywiadu III Rzeszy co najmniej od 1938 (z tego okresu pochodzą pierwsze udokumentowane przelewy z wynagrodzeniem, księgowane przez niemiecki MSZ). Po II wojnie światowej pomagał niemieckim zbrodniarzom wojennym w ucieczkach do Ameryki Południowej.

## Życiorys
Urodził się 31 maja 1885 w Grazu. Jego ojciec był szewcem. W 1908 roku po ukończeniu studiów teologicznych na uniwersytecie w Grazu przyjął święcenia kapłańskie. Podczas I wojny światowej był kapelanem polowym, kazania z okresu wojny opublikował w 1917 roku. W 1922 opublikował książkę o serbskim kościele prawosławnym. W 1923 roku został rektorem rzymskiego kolegium teologicznego Collegio Teutonico di Santa Maria dell’Anima w Rzymie. Była to instytucja zrzeszająca w tym mieście niemieckojęzyczną społeczność – zarówno Niemców, jak i Austriaków. Uczestniczył w negocjacjach konkordatu pomiędzy Austrią a Stolicą Apostolską. W 1933 został mianowany biskupem Aeli.

### Postawa wobec nazizmu
W 1936 roku ukazała się książka biskupa Aloisa Hudala Podstawy narodowego socjalizmu (niem. Die Grundlagen des Nationalsozialismus), w której przekonywał, że nazizm jest doktryną wartościową, większość nazistów broni chrześcijaństwa, a co za tym idzie, katolicy powinni współpracować z głównym nurtem nazizmu, izolując w ten sposób niechrześcijańskich radykałów. Twierdził:

Nikt w obozie katolickim nie może zaprzeczyć, że ruch narodowosocjalistyczny bazuje na czymś pozytywnym, dobrym, trwałym. (…) Niemieccy katolicy popierają narodowosocjalistyczną rewolucję, a ich wierność wobec Rzeszy i narodu jest niezachwiana.

Książka była dedykowana Hitlerowi, dedykacja brzmiała: „Führerowi niemieckiego odrodzenia, Zygfrydowi niemieckiej nadziei i wielkości”. Hudal potępiał wprawdzie rasizm, argumentując, że nie jest on zgodny z chrześcijaństwem, deklarował jednak, że nie będzie protestował przeciwko prześladowaniom Żydów. Poglądy Hudala wywołały oburzenie papieża Piusa XI. Papież chciał umieścić dzieło na indeksie ksiąg zakazanych, jednak zapobiegł temu sekretarz stanu Eugenio Pacelli. Oficjalny organ prasowy stolicy apostolskiej „L’Osservatore Romano” opublikował artykuł potępiający książkę, oznajmiający, że głoszone w niej poglądy nie są podzielane przez papieża. Watykan zapobiegł publikacji włoskiego tłumaczenia książki. Hierarchia Kościoła katolickiego w Austrii zajęła jednak odmienne stanowisko. W lutym 1937 roku dzieło Hudala otrzymało imprimatur od biskupa Wiednia Theodora Innitzera.
Podstawy narodowego socjalizmu Hudala nie wzbudziły pozytywnych reakcji nazistów. Alfred Rosenberg, główny ideolog NSDAP odrzucił poglądy Hudala jako „podporządkowanie ideologii nazistowskiej kościołowi”. W Niemczech egzemplarz książki otrzymało jedynie 2500 członków NSDAP. Sprzedaż książki została zakazana. Po aneksji Austrii przez III Rzeszę, sprzedaży książki zakazano także w Austrii.
W 1937 roku Hudal poparł rasistowskie ustawy norymberskie, ubolewając, że „mury getta zostały w XIX wieku obalone przez liberalne państwo”. W 1942 roku opublikował również broszurę Religijna przyszłość Europy (niem. Europas Religiöse Zukunft), w której twierdził, że zarówno liberalizm, jak i marksizm wyrastają z „inspiracji żydowskich”, a chrześcijaństwo musi wykorzystać nazizm do zwalczania obu tych idei.
Po II wojnie światowej pomagał niemieckim zbrodniarzom nazistowskim w ucieczkach do Ameryki Południowej w ramach kanałów ewakuacyjnych zwanych szczurzym szlakiem (ang. ratlines), chroniąc ich w ten sposób przed Międzynarodowym Trybunałem Wojskowym. W swoich pamiętnikach pisał:
[…] po roku 1945 cała moja działalność dobroczynna była nastawiona na pomoc dla byłych członków partii narodowosocjalistycznej i faszystowskiej, zwłaszcza dla tak zwanych zbrodniarzy wojennych […] podlegających prześladowaniom, którzy według Hudala często byli całkowicie niewinni. […] dzięki fałszywym dokumentom wielu z nich uratowałem. Mogli się wymknąć prześladowcom i uciec do szczęśliwszych krajów.
Hudal załatwiał uciekinierom paszporty i wizy, kupował im bilety na podróż i dostarczał pieniądze. 31 sierpnia 1948 napisał list do prezydenta Argentyny, Juana Perona, z prośbą o 5 tysięcy wiz dla niemieckich i austriackich „żołnierzy”. Według Hudala nie byli to nazistowscy uciekinierzy, lecz „antykomunistyczni bojownicy”, których poświęcenie w czasie wojny „uratowało Europę przed sowiecką dominacją”.
Według historyków Roberta Grahama i Davida Alvareza Hudal został w 1943 roku zwerbowany przez hitlerowski wywiad i wykorzystywany do pozyskiwania informacji oraz wpływania na stanowisko Watykanu wobec narodowego socjalizmu.
Zdaniem niektórych historyków papież Pius XII wiedział o tym, że Hudal ratuje nazistów, a nawet otrzymywał pieniądze z kurii na te działania.
W 1947 roku działalność Hudala została nagłośniona przez katolicki dziennik „Passauer Neue Presse”. W wyniku nacisków innych biskupów w 1952 roku Hudal został zmuszony do rezygnacji ze stanowiska rektora kościoła Santa Maria dell’Anima i wycofania się z aktywnego życia kościelnego. Osiadł w Grottaferrata w pobliżu Rzymu i zajął się spisywaniem wspomnień, które zostały opublikowane pośmiertnie w 1976 roku. Do śmierci w 1963 roku Hudal angażował się w propagowanie zaprzestania prawnego ścigania niemieckich zbrodniarzy wojennych.

## Niektórzy naziści i zbrodniarze wojenni, którym pomógł w ucieczce biskup Alois Hudal
- Josef Mengele (przeprowadzał eksperymenty pseudomedyczne w obozie Auschwitz)[17]
- Adolf Eichmann[17] (koordynował zagładę Żydów)
- Alois Brunner (kierował deportacją Żydów z Francji i Słowacji do obozów zagłady)
- Walter Rauff (konstruktor samochodowych komór gazowych)
- Franz Stangl[18] (komendant dwóch obozów śmierci – Sobiboru i Treblinki)
- Gustav Wagner (zastępca komendanta Sobiboru)
- Ante Pavelić (przywódca Chorwacji)
- Klaus Barbie („kat Lyonu”, odpowiedzialny za morderstwa i deportację Żydów do obozów zagłady)
- Gerhard Bohne[17] (współodpowiedzialny za zabójstwo 15 tysięcy osób niepełnosprawnych)
- Kurt Christmann (dowódca Sonderkommando 10A, mordującego Żydów w ZSRR)
- Erich Priebke[17] (oficer SS, współodpowiedzialny za egzekucję 335 Włochów)
- Hans-Ulrich Rudel (jeden z najskuteczniejszych niemieckich pilotów bombowych i szturmowych)
- Eduard Roschmann[17] (oficer SS, „rzeźnik z Rygi”)
- Josef Schwammberger[17] (komendant SS)
- Herbert Kuhlmann[17] (oficer SS, dowódca dywizji pancernej Hitlerjugend)
- Reinhard Kopps[19]